# Sun Yingsha
Sun Yingsha (Shijiazhuang, 4 de novembro de 2000) é uma mesa-tenista chinesa, campeã olímpica.

## Carreira
Yingsha conquistou a medalha de prata nos Jogos Olímpicos de Verão de 2020 em Tóquio na prova individual feminina após confronto com a também chinesa Chen Meng. Na mesma edição, conseguiu o ouro na disputa por equipes ao lado de Wang Manyu e Chen Meng.
Em 26 de maio de 2023, obteve o título das duplas mistas no Campeonato Mundial em Durban. Dois dias depois, foi campeã no individual do mesmo evento depois de derrotar Chen Meng na final.